# Từ Trung Ba
Từ Trung Ba (tiếng Trung giản thể: 徐忠波, bính âm Hán ngữ: Xú Zhōng Bō, sinh tháng 10 năm 1960, người Hán) là tướng lĩnh Quân Giải phóng Nhân dân Trung Quốc. Ông là Thượng tướng Quân Giải phóng Nhân dân Trung Quốc, Ủy viên Ủy ban Trung ương Đảng Cộng sản Trung Quốc khóa XX, Ủy viên dự khuyết khóa XIX. Ông từng là Chính ủy Quân chủng Tên lửa; Chính ủy Lực lượng Bảo đảm hậu cần Quân ủy Trung ương; Chính ủy Lục quân Chiến khu Trung Bộ; Chính ủy Tập đoàn quân 54 Lục quân Trung Quốc; Chính ủy Tập đoàn quân 20 Lục quân Trung Quốc.
Từ Trung Ba là đảng viên Đảng Cộng sản Trung Quốc, có sự nghiệp đa phần công tác ở quân chủng Lục quân Trung Quốc trước khi được điều chuyển lãnh đạo Quân chủng Tên lửa Trung Quốc.

## Xuất thân và giáo dục
Từ Trung Ba sinh tháng 10 năm 1960 tại huyện Nhũ Sơn, nay là thành phố cấp huyện Nhũ Sơn, địa cấp thị Uy Hải, tỉnh Sơn Đông, Cộng hòa Nhân dân Trung Hoa. Ông lớn lên và tốt nghiệp phổ thông ở Nhũ Sơn, theo học các khóa học quân sự tại trường quân sự trong những năm công tác, được kết nạp Đảng Cộng sản Trung Quốc vào năm 1982.

## Sự nghiệp

### Các giai đoạn
Từ Trung Ba nhập ngũ Quân Giải phóng Nhân dân Trung Quốc vào tháng 3 năm 1978, là quân nhân ở lực lượng Lục quân Trung Quốc. Thời kỳ đầu, ông phụ trách là quân nhân đánh máy cho đơn vị, sau đó dần dần là đại đội trưởng, tiểu đoàn trưởng, rồi phó khoa trưởng, khoa trưởng cơ quan chính trị của lữ đoàn lục quân. Những năm 1995–2000, ông là phó xứ trưởng, xứ trưởng cơ quan chính trị của tập đoàn quân, rồi chủ nhiệm bộ chính trị của một sư đoàn lục quân. Tháng 12 năm 2003, ông nhậm chức Chính ủy Lữ đoàn Pháo binh 8 của Tập đoàn quân 26, nay là Tập đoàn quân 80 Lục quân Chiến khu Bắc Bộ, sau đó là Chính ủy Sư đoàn Tăng thiết giáp 8 từ tháng 9 năm 2007. Tháng 5 năm 2009, ông được bổ nhiệm làm Chủ nhiệm Bộ Chính trị Tập đoàn quân 26, được phong quân hàm Thiếu tướng Lục quân vào tháng 6 năm 2010. Sau đó, tháng 12 năm 2012, ông được thăng chức làm Chính ủy Tập đoàn quân 20.
Vào tháng 10 năm 2014, trước thềm Đại hội đại biểu toàn quốc lần thứ 18 của Đảng Cộng sản Trung Quốc, Từ Trung Ba được điều chuyển đến Tập đoàn quân 54 nhậm chức Chính ủy, nay là Tập đoàn quân 83 Lục quân Chiến khu Trung Bộ. Tháng 2 năm 2016, ông được điều tới Chiến khu Tây Bộ, nhậm chức Chính ủy Lục quân của chiến khu này, rồi được phong quân hàm Trung tướng Lục quân vào tháng 7 năm 2017.

### Trung ương
Tháng 10 năm 2017, ông tham gia đại hội đại biểu toàn quốc, được bầu làm Ủy viên dự khuyết Ủy ban Trung ương Đảng Cộng sản Trung Quốc khóa XIX tại Đại hội Đảng Cộng sản Trung Quốc lần thứ 19, rồi sau đó được điều về trung ương, là Chính ủy Lực lượng Bảo đảm hậu cần Quân ủy Trung ương. Tháng 7 năm 2020, Quân ủy Trung ương quyết định bổ nhiệm ông làm Chính ủy Quân chủng Tên lửa Quân Giải phóng Nhân dân Trung Quốc, và ông được nhà lãnh đạo Tập Cận Bình phong quân hàm Thượng tướng vào ngày 29 tháng 7 cùng năm tại tòa nhà Bát Nhất, trụ sở quân đội Trung Quốc. Giai đoạn đầu năm 2022, ông được bầu làm đại biểu tham gia Đại hội Đảng Cộng sản Trung Quốc lần thứ XX từ đoàn Quân Giải phóng và Vũ cảnh. Trong quá trình bầu cử tại đại hội, ông được bầu làm Ủy viên Ủy ban Trung ương Đảng Cộng sản Trung Quốc khóa XX. Tháng 7 năm 2023, ông được miễn nhiệm vị trí Chính ủy Quân chủng Tên lửa cùng Thượng tướng, Tư lệnh Lý Ngọc Siêu trong giai đoạn điều tra tội tham nhũng và bí mật quân sự ở lực lượng này.

## Lịch sử thụ phong quân hàm
| Quân hàm |             |             |              |  |  |  |  |  |  |  |  |
| Cấp bậc  | Thiếu tướng | Trung tướng | Thượng tướng |  |  |  |  |  |  |  |  |
|          |             |             |              |  |  |  |  |  |  |  |  |